# جون أندرسون (لاعب كريكت)
جون أندرسون (بالإنجليزية: John Anderson)‏ (6 أكتوبر 1982 في جنوب أفريقيا - ) هو لاعب كريكت أيرلندي. شارك مع منتخب أيرلندا للكريكت. أما مع النوادي، فقد لعب مع فريق كوازولو ناتال للكريكت ‏.

## وصلات خارجية
- جون أندرسون على موقع إي آس بي آن كريك إنفو (الإنجليزية)